# Rekombinantna DNK
Rèkombinántna DNK je sintezna molekula DNK, sestavljena iz fragmentov DNK različnega izvora – gre za kombinacijo DNK-zaporedij, ki se v takšni obliki naravno ne nahajajo. Pri tehnikah genetske modifikacije rekombinantno DNK proizvedejo z vstavljanjem določenega DNK-zaporedja v obstoječi genom nekega organizma. To izvedejo na primer s pomočjo bakterijskega plazmida, ki ima vlogo vektorja, torej prenašalca zaporedja, ki ga želimo vstaviti. 
Tehniko rekombinantne DNK sta leta 1973 razvila Stanley Norman Cohen in Herbert Boyer ter svoje odkritje objavila leta 1974 pod naslovom  Construction of Biologically Functional Bacterial Plasmids in vitro, kjer sta opisala postopek izolacije bakterijskih genov ali drugih odsekov DNK ter njihovo vstavitev v drugo bakterijsko celico, s čimer nastane transgena bakterija. Tehnologijo rekombinantne DNK je omogočilo odkritje restrikcijskih endonukleaz, ki cepijo DNK na vnaprej določenih mestih.